# 第78屆奧斯卡金像獎最佳動畫片角逐名單
←第77屆 - 第78屆 - 第79屆→
本条目是第78屆奥斯卡金像奖最佳動畫片獎的角逐名单。美国电影艺术与科学学会自2001年设立该奖以来，每年都会邀请各動畫製作公司提交他们当年最出色的動畫电影参加最佳動畫片獎评选。
所有被提交的電影必須於2004年10月1日到2005年9月30日期間在製片國家及美國洛杉磯作公開放映，而片長須超過70分鐘；戲中的絕大部分角色必須是由動畫製作出來；及作品中有不少於75%的電影角色須為動畫製作。
學院於2005年11月公佈10部符合入圍資格的動畫電影，而于2006年1月31日公佈最後三強的名單。

## 參與國家/地區
| 製作形式 | 國家 / 地區               |
| -------- | ------------------------- |
| 獨立製作 | 美国 / 日本 / 印度 / 英国 |
| 共同製作 | 美国 / 英国               |

註：
首次參與國家/地區： 英国

## 角逐動畫
以下為入選首輪名單的10部動畫電影：
| 製作國家或地區 | 中文片名               | 原片名                                         | 語言 | 導演                         | 結果   |
| -------------- | ---------------------- | ---------------------------------------------- | ---- | ---------------------------- | ------ |
| 印度           | 《格列佛遊記》         | Gulliver's Travel                              | 英語 | Anita Udeep                  | 未提名 |
| 美国           | 《小紅帽》             | Hoodwinked!                                    | 英語 | Cory Edwards                 | 未提名 |
| 日本           | 《蒸汽男孩》           | スチームボーイ                                 | 日語 | 大友克洋                     | 未提名 |
| 美国           | 《鴿戰總動員》         | Valiant                                        | 英語 | Gary Chapman                 | 未提名 |
| 美国           | 《機器人歷險記》       | Robots                                         | 英語 | Chris Wedge                  | 未提名 |
| 美国           | 《马达加斯加》         | Madagascar                                     | 英語 | 埃里克·達奈爾、汤姆·麦格拉斯 | 未提名 |
| 美国           | 《四眼天鸡》           | Chicken Little                                 | 英語 | Mark Dindal                  | 未提名 |
| 英国 / 美国    | 《怪誕屍新娘》         | Tim Burton's Corpse Bride                      | 英語 | Mike Johnson、蒂姆·伯顿      | 提名   |
| 日本           | 《哈尔的移动城堡》     | ハウルの動く城                                 | 日語 | 宮崎駿                       | 提名   |
| 英国           | 《酷狗寶貝之魔兔詛咒》 | Wallace & Gromit: the Curse of the Were-Rabbit | 英語 | 尼克·帕克、Steve Box         | 获奖   |

## 外部連結
- 學院獎的官方網站 （页面存档备份，存于）